# بيت الطياري (المحويت)

تعديل مصدري - تعديل

بيت الطياري هي إحدى قرى عزلة الوسط بمديرية المحويت التابعة لمحافظة المحويت، بلغ تعداد سكانها 50 نسمة حسب تعداد اليمن لعام 2004.